# Germknödel
Germknödel (výslovnost v rakouské němčině [ˈɡɛɐ̯mˌknøːdl̩]IPA, česky též gremle, gremla, podobné jsou české blbouny) je nadýchaný ovocný knedlík, plněný povidly a je podáván politý máslem a posypán cukrem a mákem. Někdy jsou povidla nahrazena vanilkovým krémem. Germknödel je podáván jako hlavní jídlo i dezert. Je to specialita rakouské a bavorské kuchyně. Hlavní rozdíl mezi germknödlem a podobným pokrmem dampfnudelem je, že germknödel je vařen ve slané vodě, zatímco dampfnudel je smažen nebo vařen ve směsi mléka a másla.

## Ingredience
Na výrobu germknödelu se využívají následující ingredience: mouka, droždí, cukr, máslo, mák, cukr, povidla.